# 旺納盧市
旺納盧市是澳大利亞西澳府城－伯斯大都會內北部的一個地方政府，與市中心相距25公里，市轄境有685.8平方公里；2008年，居民有134,258人。

## 人文
市內近15%的人口出生於英國，其餘重要的少數民族有義大利裔、馬其頓裔、華裔、越南裔等。

## 議會
旺納盧市議會有議席14座，全市分14個選區，各區選出議員2名代表市民和納稅人問政。

## 姊妹市
- 中國廣西壯族自治區贵港市（2005年）

## 外部連結
- 旺納盧市政府官方網站